# Rugby Europe Super Cup 2023
El Rugby Europe Super Cup (en español: Supercopa europea de rugby) de 2023 fue la tercera edición del torneo profesional de rugby para naciones europeas.
La principal novedad del torneo para esta temporada fue la incorporación del equipo checo Bohemia Rugby Warriors en reemplazo de los georgianos Batumi RC.

## Sistema de disputa
Las franquicias se dividieron en dos grupos según criterio competitivo, los equipos más fuertes en el grupo A y los equipos de desarrollo en el grupo B, cada equipo disputará tres encuentros frente a sus rivales de grupo, finalizada la fase regular los tres mejores equipos del grupo A y el mejor del Grupo B clasificaran a las semifinales por el título del torneo.

## Fase de grupos

### Grupo A
| Pos. | Equipo                   | Encuentros | Encuentros | Encuentros | Encuentros | Tantos | Tantos | Tantos | PB | PB | Puntos |
| Pos. | Equipo                   | PJ         | PG         | PE         | PP         | F      | C      | Dif    | BO | BD | Puntos |
| ---- | ------------------------ | ---------- | ---------- | ---------- | ---------- | ------ | ------ | ------ | -- | -- | ------ |
| 1.º  | The Black Lion           | 3          | 3          | 0          | 0          | 90     | 46     | +44    | 2  | 0  | 14     |
| 2.º  | Tel Aviv Heat            | 3          | 2          | 0          | 1          | 96     | 72     | +24    | 2  | 1  | 11     |
| 3.º  | Castilla y León Iberians | 3          | 1          | 0          | 2          | 57     | 90     | -32    | 0  | 0  | 4      |
| 4.º  | Lusitanos XV             | 3          | 0          | 0          | 3          | 36     | 71     | -35    | 0  | 1  | 1      |

### Grupo B
| Pos. | Equipo                 | Encuentros | Encuentros | Encuentros | Encuentros | Tantos | Tantos | Tantos | PB | PB | Puntos |
| Pos. | Equipo                 | PJ         | PG         | PE         | PP         | F      | C      | Dif    | BO | BD | Puntos |
| ---- | ---------------------- | ---------- | ---------- | ---------- | ---------- | ------ | ------ | ------ | -- | -- | ------ |
| 1.º  | Romanian Wolves        | 3          | 3          | 0          | 0          | 167    | 17     | +150   | 3  | 0  | 15     |
| 2.º  | Brussels Devils        | 3          | 2          | 0          | 1          | 89     | 82     | +7     | 2  | 0  | 10     |
| 3.º  | The Delta              | 3          | 1          | 0          | 2          | 91     | 72     | +19    | 1  | 0  | 5      |
| 4.º  | Bohemia Rugby Warriors | 3          | 0          | 0          | 3          | 17     | 193    | -176   | 0  | 0  | 0      |

## Fase Final

### Semifinales Copa de Plata
| 2 de diciembre de 2023 | Brussels Devils | 44 - 10 | Bohemia Rugby Warriors |  |  |

| 3 de diciembre de 2023 | The Delta | 8 - 53 | Lusitanos XV |  |  |

### Semifinales Campeonato
| 2 de diciembre de 2023 | The Black Lion | 41 - 0 | Castilla y León Iberians |  |  |

| 2 de diciembre de 2023 | Tel Aviv Heat | 31 - 6 | Romanian Wolves |  |  |

### Séptimo puesto
| 16 de diciembre de 2023 | Bohemia Rugby Warriors | 3 - 55 | The Delta |  |  |

### Final Copa de plata - Quinto puesto
| 16 de diciembre de 2023 | Brussels Devils | 29 - 46 | Lusitanos XV |  |  |

### Tercer puesto
| 16 de diciembre de 2023 | Castilla y León Iberians | 17 - 41 | Romanian Wolves |  |  |

### Final
| 22 de diciembre de 2023 | The Black Lion | 27 - 17 | Tel Aviv Heat |  |  |

| Bandera de Georgia     |
| Campeón The Black Lion |
| Tercer título          |